# Беласиця (Петрич)
Общинський футбольний клуб «Беласиця» (Петрич) або просто «Беласиця» (болг. Общински футболен клуб Беласица (Петрич)) — болгарський футбольний клуб з міста Петрич, створений у 1923 році.

## Хронологія назв
- 1923 ФК «Мануш Войвода»
- 1928 ФК «Лубен Вешов»
- 1931 ФК «Македонія»
- 1946 ФК «Ілінден»
- 1948 ФК «Спартак»

## Історія
Футбольний клуб «Белаиця» заснований у 1922 році, виступав під назвами «Мануш Войвода» (1923), Любомир Весов (1928) та «Македонія» (1931). Після 1944 року було проведена ціла низка реорганізацій клубу. 14 березня 1946 року три фізкультурні товариства міста — «Любомир Весов», «Спартак» та «Антон Попов» — були об'єднані під назвою «Ілінден». У 1948 році він був перейменований у «Спартак». Наприкінці 1949 року відбулися чергові зміни. У цей час було створено декілька добровільних спортивних організацій за відомчим принципом — «Динамо» (1949—1957), «Червено знамя», «Строітел», «Торпедо» й ін. У 1957 році вони були об'єднані під назвою Фізкультурно-спортивне товариство «Беласиця».
У 1980 році «Беласиця» вперше в своїй історії отримала право взяти участь у Професіональній футбольній групі А. У дебютному сезоні (1980/81) в еліті болгарського футболу фінішував на 13-у місці. У ці роки «комітіте» зарекомендували себе як надзвичайно сильна «домашня» команда. За чотири сезони домашніх матчів на стадіоні «Цар Самуїл» «Беласиця» зазнали лише двох поразок. Команда майже повністю комплектувалася місцевими футболістами та вихованцями клубу. Серед гравців цього покоління виділялися воротарі Валерій Дагалов, Дімітр Дімітров-Катерічката, Георгі Бібішков (батько Крума Бібішкова), Костадін Кабранов, Дімітр Карадалієв, Йордан Попов, Валері Стоянов, Лозан Тренчев. «Беласиця» висупала в групі «А» до завершення сезону 1983/84 років, коли посіла в чемпіонаті 12-е місце та вилетіла до нижчого дивізіону.
Влітку 2001 року команда повернулася до групи «А» завдяки об'єднанню з клубом «Хебир» (Пазарджик), який в сезоні 2000/01 років у вищому дивізіоні фінішував 9-у місці. «Комітіте» запросили Война Войнова, який до цього тренував «Хебир». До складу «Беласиці» також приєдналися молоді гравці пазарджицького клубу Александр Тунчев, брати Веселин Мінев та Йордан Мінев, Анатолі Тонов. Проте в сезоні 2001/02 років команда фінішувала на 13-у місці й опустилася до групи «Б».
Проте вже через рік «Беласиця» повернувся в групу «А», й виступала в команді протягом наступних 6 сезонів (2009 рік). Однією з причин цього успіху стала поява бразильських футболістів, які в цей період в клубі, а згодом залишили в болгарському футболі помітний слід. Серед них варто виділити Марселу Гонсалвіша Віейру (Вава), Клаудіану Алвеша дос Сантуша (Діану), Маркош Антоніу Малашиас Жуніор (Маркіньюш), Едуарду дос Сантуш та Елідіану Маркеш Ліма (Елі Маркеш). Восени 2005 року македонський фахівець Стевиця Кузьмановський був призначений тренером команди, під керівництвом якого команда досягла найкращого результату в історії — 6-е місце в сезоні 2005/06 років. Наступний сезон команда з Петрича провела дуже стабільно й фінішувала на 8-у місці. Але після цього у виступах команди розпочався спад. Сезон 2007/08 років «Беласиця» завершила на 13-у місці. У 2008 році президент «Беласиці» Костандін Хаджиіванов був заарештований у Греції. У сезоні 2008/09 років посіла останнє місце й вилетіла до групи «Б».
Через фінансові та адміністративні проблеми влітку 2009 року «Беласиця» не мала права реєструвати нових футболістів й була виключена з чемпіонату. «Беласиця» опинилася в Південно-Західній зоні аматорської групи «В». У 2012 році клуб знову зіткнувся з фінансовими проблемами й був на межі розформування. Проте команду вдалося врятувати, оскільки справами клубу почала опікуватися громада Петрич.

## Досягнення
- Професіональна футбольна група А
  - 6-е місце (1): 2005/06

- Кубок Болгарії
  - 1/2 фіналу (1): 1981

## Відомі гравці

### Найбільша кількість зіграних матчів за «Беласицю» в Групі А
- 1.  Димитар Карадалієв – 108
- 2.  Лозан Тренчев – 105
- 3.  Йордан Попов – 101
- 4.  Валері Стоянов – 93
- 5.  Александар Вуков – 86

### Найбільша кількість забитих м'ячів за «Беласицю» в Групі А
- 1.  Костадін Кабранов – 22
- 2.  Димитар Карадалієв – 19
- 3.  Марселу Гонсалвіш Віейра (Вава) – 18
- 4.  Георгі Бібішков – 16
- 4.  Димитар Димитров – 16
- 5.  Габріель Радоїчич – 13
- 5.  Іван Янев – 13

## Відомі тренери
| - Наці Сенсой - Мирослав Мітев (2007) - Стевиця Кузмановський (2005–2007) - Петар Міхтарський (2003–2004) - Славомир Катич (2002–2003) - Красимир Чакаров |  | - Йордан Арсов - Людмил Горанов (2000–2001) - Григор Петков (1999–2000) - Васил Методіев - Кирил Івков - Павел Панов |